# Hans-Rudolf Merz
Hans-Rudolf Merz (Herisau, 10 de novembro de 1942), originário de Beinwil am See (Argóvia) é um político e administrador suíço, antigo membro do conselheiro federal pelo Partido Liberal Radical da Suíça. Ele serviu como Presidente da Suíça, entre 1 de janeiro e 31 de dezembro de 2009, e chefe do Departamento Federal das Finanças, de 1 de janeiro de 2004 a 1 de novembro de 2010. Em 6 de agosto de 2010, Merz anunciou sua renúncia.

## Carreira
Merz era um escoteiro e visitou o Jamboree Nacional da Suíça em julho de 2008. De 1969 a 1974, foi secretário do Partido Democrático Livre (FDP / PRD) em St. Gallen. Desde 1977 ele trabalha como consultor de gestão.
Em 1997 foi eleito para o Conselho de Estados Suíço pelo cantão de Appenzell Outer Rhodes. Ele presidiu o comitê de finanças e foi membro do comitê de política externa.
Merz foi eleito para o Conselho Federal da Suíça em 10 de dezembro de 2003. Ele também foi membro do conselho de curadores da Fundação Max Schmidheiny.
Em 20 de setembro de 2008, enquanto estava no leste da Suíça, Merz foi levado às pressas para o hospital, após sofrer um ataque cardíaco. Ele logo foi levado para o Hospital Universitário de Berna, onde passou por uma cirurgia de ponte de safena múltipla. Ele também foi colocado em coma artificial. Isso levou a uma reorganização do gabinete e à ausência do presidente suíço, Pascal Couchepin, da Assembleia Geral da ONU em Nova York.
Em 10 de dezembro de 2008, como membro do Conselho Federal que não é seu presidente há mais tempo, Merz foi eleito presidente da Confederação em 2009. No parlamento, o homem de 66 anos recebeu 185 de 209 votos válidos. Ele sucedeu o colega do Partido Democrático Livre, Pascal Couchepin. Doris Leuthard foi eleita vice-presidente.
Em 20 de setembro de 2010, uma gravação de Merz respondendo a uma pergunta sobre as importações de carne no Parlamento tornou-se um vídeo viral, atraindo a atenção internacional. Merz teve uma convulsão de riso ao ler a densa linguagem burocrática da resposta redigida para ele pelos funcionários da alfândega. Ele deveria fornecer informações se as vendas de, por exemplo, Bündnerfleisch na Suíça fossem ameaçadas pelas importações de carne.
 

Ele é casado e pai de três filhos.